# Alfredo Correa de Andréis
Alfredo Correa de Andréis (Ciénaga, Magdalena, 26 de abril de 1952-Barranquilla, 17 de septiembre de 2004) fue un ingeniero agrónomo y sociólogo colombiano. 

## Biografía
Nacido en Ciénaga, Magdalena. Contaba con una maestría en Educación con énfasis en desarrollo social de la Universidad de París, fue rector de la Universidad del Magdalena, era docente de las universidades del Norte y Simón Bolívar de Barranquilla, y en el momento de su asesinato adelantaba dos investigaciones acerca del desplazamiento forzado en los departamentos de Bolívar y Atlántico.

## Asesinato
Meses antes de ser asesinado el sociólogo y docente Alfredo Correa de Andréis el 17 de junio de 2004, día en que agentes del Departamento Administrativo de Seguridad (DAS) llegaron hasta su apartamento en el barrio El Prado de Barranquilla, y con una orden de captura librada bajo falsos testimonios lo acusaban del delito de rebelión por ser supuestamente ideólogo de las FARC-EP teniendo el alias de Eulogio. Fue conducido hasta las instalaciones de la seccional de Cartagena, donde se realizaron la audiencia de legalización de captura, imputación de cargos y medida de aseguramiento. Un juez con funciones de control de garantías le dictó medida intramural de manera preventiva. Estando detenido el 20 junio de ese mismo año escribió 2 cartas al presidente Álvaro Uribe Vélez con la esperanza de que este, como máxima autoridad del DAS, intercediera por su inocencia. Cartas que, aunque tienen el sello de la secretaría de presidencia, el presidente Uribe afirma nunca haber recibido.
El 17 de septiembre de 2004, el profesor Alfredo Correa de Andréis caminaba por la carrera 53 con calle 59 de Barranquilla en compañía de su escolta Edelberto Ochoa Martínez, cuando un sicario en la vía pública los asesinó. Primero ejecutó a su guardaespaldas y luego al sociólogo, quien alcanzó a decirle al homicida: "Hey, loco, ¡no dispares!". 

## Consecuencias

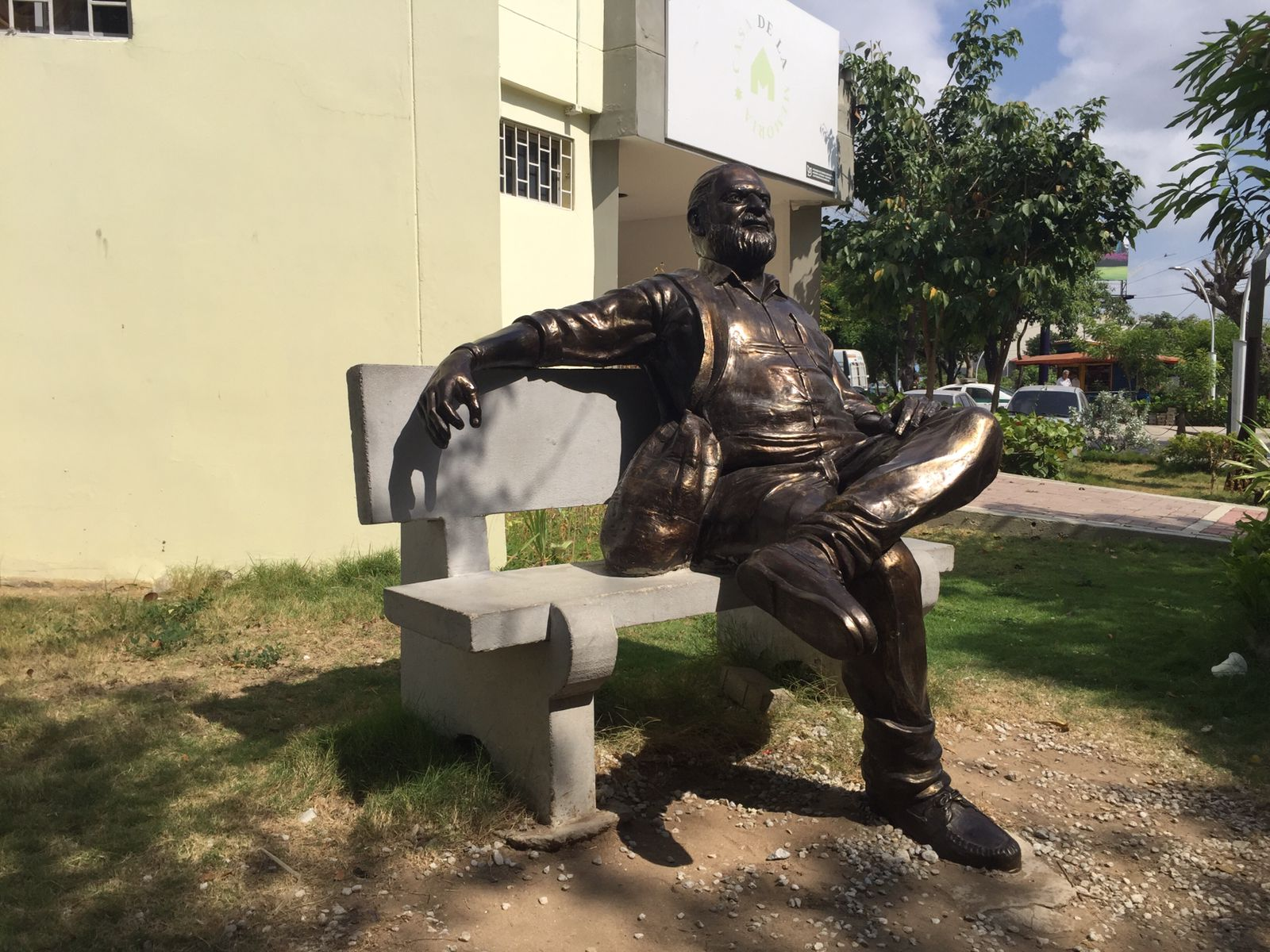
Estatua de Alfredo Correa de Andréis, Museo de la Casa de la Memoria, Barranquilla

Una placa conmemorativa fue construida en el sitio exacto del crimen. El 22 de diciembre de 2008 fue inaugurada la primera estación del sistema de transporte masivo de Barranquilla, Transmetro, la cual fue bautizada con el nombre del sociólogo asesinado, en la carrera 46 (Troncal Olaya Herrera) con la calle 62. 
En 2013, fue condenado el Estado colombiano por la detención de Correa; además, fueron condenados el exdirector del DAS Jorge Noguera, el jefe paramilitar Rodrigo Tovar Pupo Jorge 40, y dos paramilitares más, uno de ellos como autor material. También, el funcionario del DAS Javier Alfredo Valle Anaya.
En 2014, en el décimo aniversario de su asesinato, el Estado colombiano y el extinto Departamento Administrativo de Seguridad (DAS) le pidió perdón a la familia por el crimen de lesa humanidad por el cual este ha sido víctima de persecución política.
En 2021, la Universidad del Norte de Barranquilla dedicó un edificio (Casa de Estudio)  con el nombre de quien fue su profesor, investigador y consultor durante varios años. La Casa de Estudio cuenta con un amplio material fotográfico en homenaje al profesor. 

En 2023, se inauguró en Barranquilla una estatua de Correa en las afueras del Museo de la Casa de la Memoria del Distrito, adyacente a la plaza Memoria, ubicada en el parque del cementerio Universal.